# Lommertbrug
De Lommertbrug (brug 203) is een vaste brug in Amsterdam-Centrum.
De voetgangersbrug uit 1926 verzorgt de verbinding tussen de twee kaden van de Oudezijds Voorburgwal ter hoogte van de Enge Lombardsteeg. Ten oosten van de brug ligt rijksmonument Prinsenhof, onder Amsterdammers beter bekend als het oude Stadhuis. Ten westen van de brug liggen de rijksmonumenten De Brakke Grond en haar naamgever de Bank van Lening (Lommert of Lombard).
Hier ligt al eeuwen een brug. Ze is al te zien op stadsplattegronden van Pieter Bast (1599) en Balthasar Florisz. van Berckenrode (1625). De naamgever van de brug is dan ook ingetekend als Leenbanck. De brug is vastgelegd op een tekening uit omstreeks 1665.
In de loop der eeuwen werd de brug steeds vernieuwd onder meer in de jaren 1857, 1888 en 1905. In 1926 moesten er opnieuw werkzaamheden verricht worden. De brug werd in haar geheel vernieuwd. Onder leiding van bruggenarchitect Piet Kramer van de Dienst der Publieke Werken werd er vanaf 5 juli 1926 tot 3 oktober 1926 gebouwd aan een nieuwe brug. Er kon vermoedelijk gebruik gemaakt worden van de aanwezige houten paalfundering. Daarop kwamen stenen landhoofden waartussen stalen liggers werden geplaatst, waarop houten planken werden gemonteerd als brugdek. Kramer raakte later bekend vanwege zijn bakstenen bruggen in de bouwstijl van de Amsterdamse School. Daar was hier geen plaats voor op deze nauwe middeleeuwse kaden. Toch is Kramers hand te herkennen in de granieten legstenen op de trappen, die een basis hebben in de Amsterdamse School. Ook herkenbaar zijn de sierlijke afsluitingen van de brugleuningen, balustrades van siersmeedwerk.
In de jaren vijftig werd dit soort type brug aangeduid als "lelijke ijzeren brug" en men wilde die eigenlijk niet meer in het oude stadsbeeld. Die toenmalige mening van heemschutters staat haaks op het feit dat de brug een aantal jaren later in 1995 benoemd werd tot gemeentelijk monument.

## Afbeeldingen

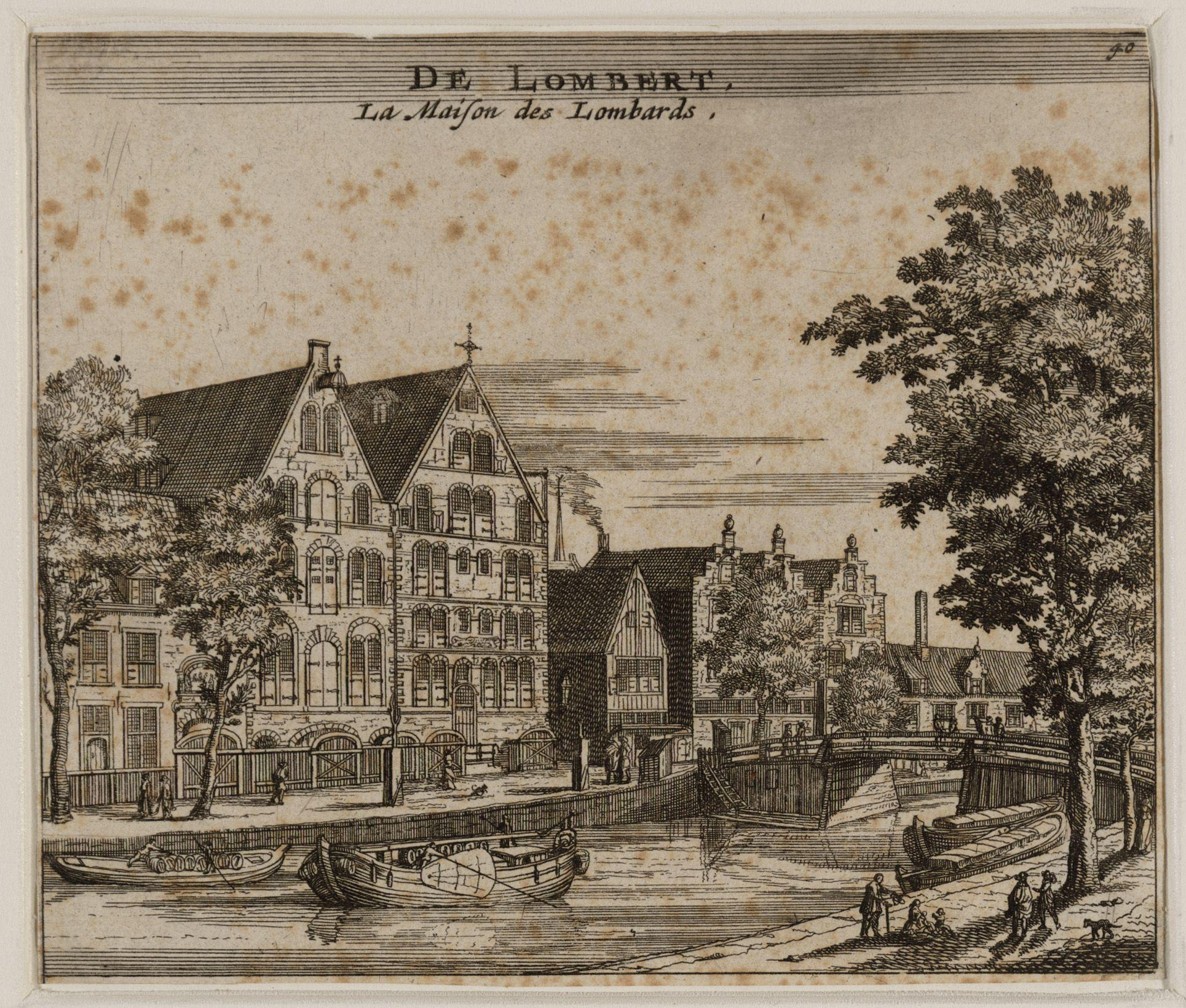
Een anonieme tekening van circa 1665 met de brug
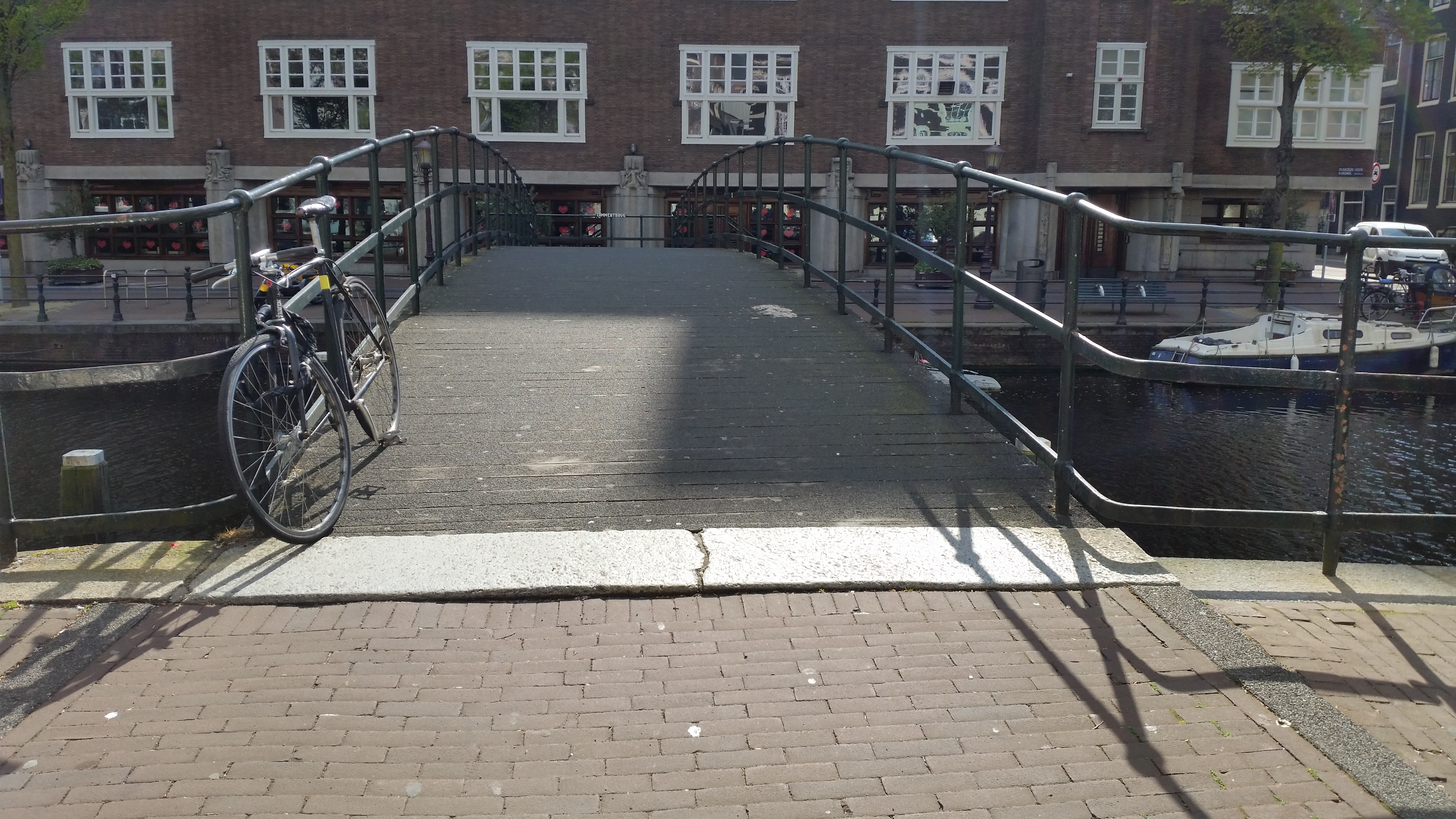
Lommertbrug richting Prinsenhof (mei 2020)
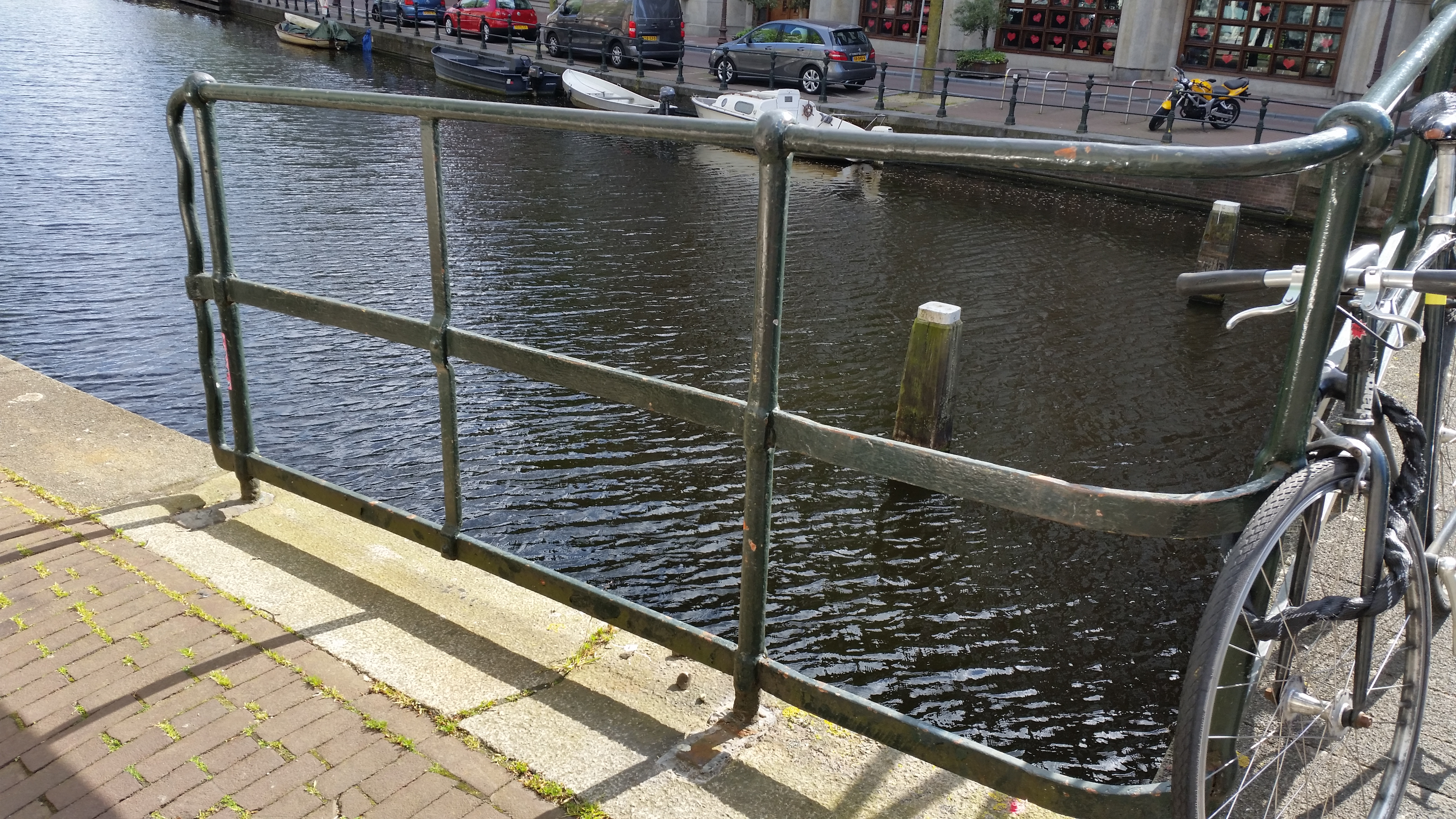
Kramers leuning met afsluiting (mei 2020)
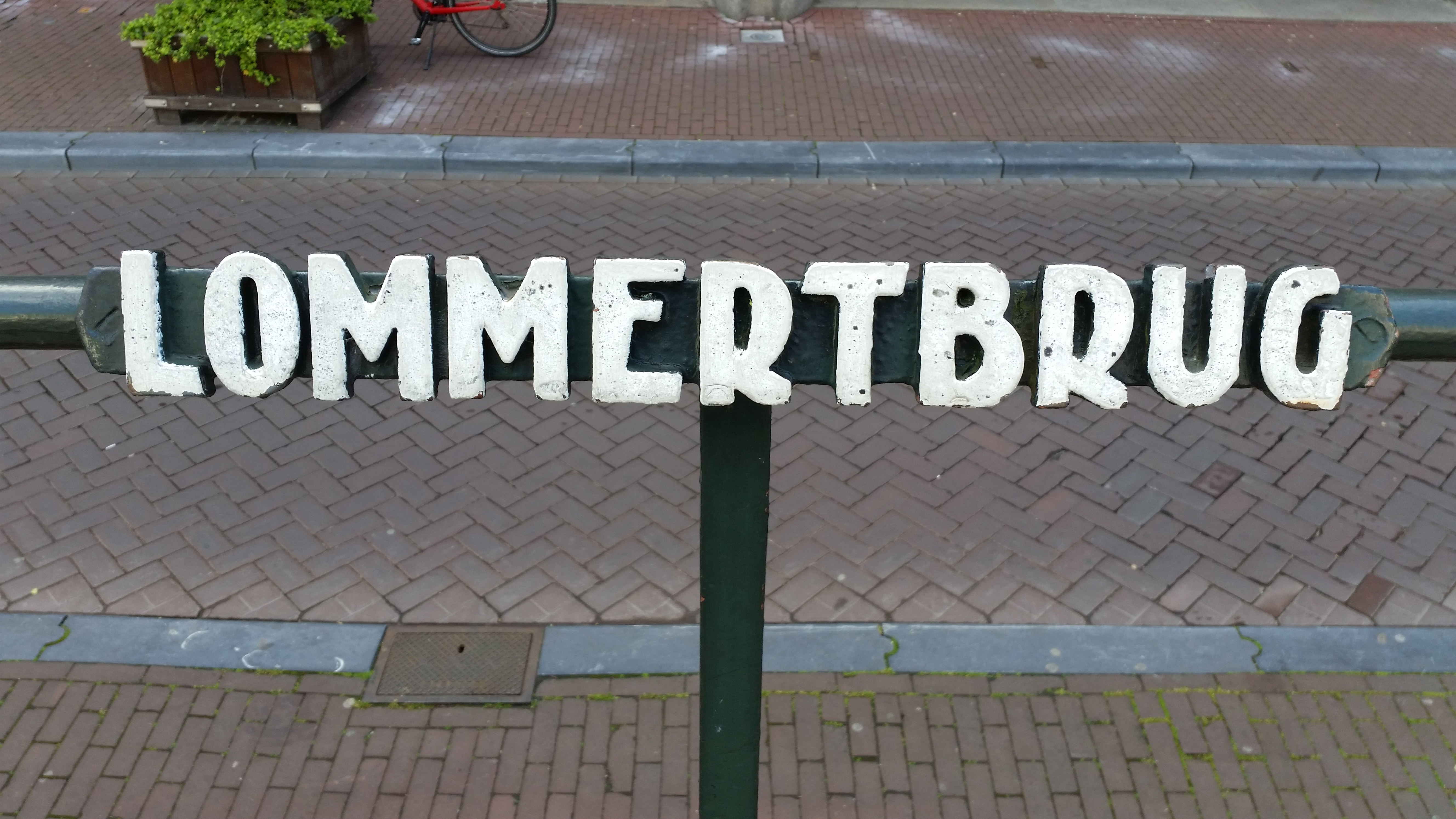
Naambord (mei 2020)
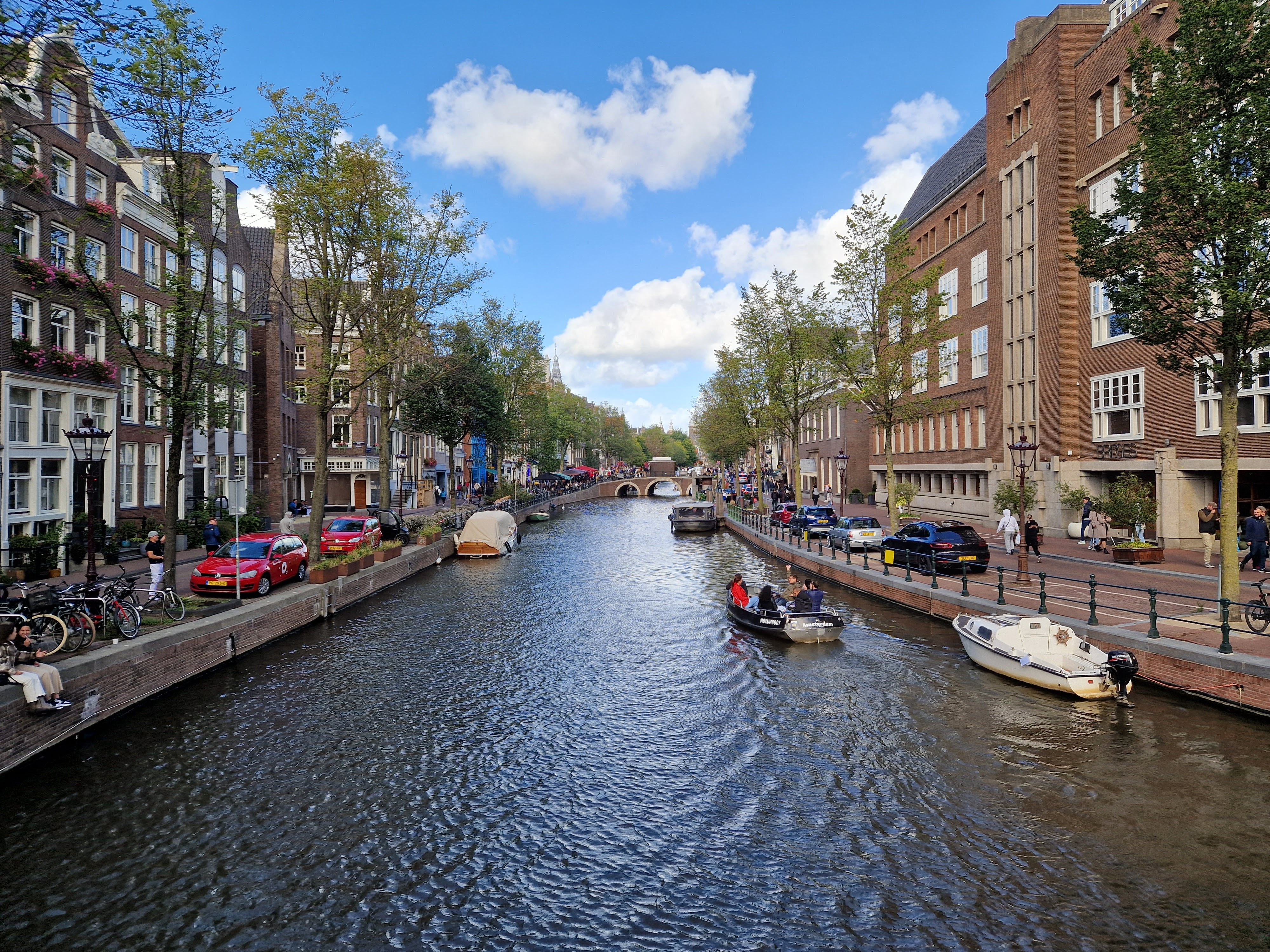
Oudezijds Voorburgwal vanaf de Lommertbrug

<<< · 200 · 201 · 202 · 203 · 204 · 205 · 206 · 207 · 208 · 209 ·  210 · 211 · 212 · 213 · 214 · 215 · 216 · 217 · 218 · 220 · 221 · 222 · 223 · 224 · 225 · 226 · 227 · 228 · 228P · 229 · 230 · 231 · 232 · 233 · 234 · 235 · 236 · 237 · 238 · 239 ·  240 · 241 · 242 · 243 · 244 · 245 · 246 · 247 · 248 · 249 ·  250 · 251 · 252 · 253 · 254 · 255 · 256 · 257 · 258 · 259 · 260 · 261 · 262 · 263 · 264 · 265 · 266 · 267 · 270 · 271 · 272 · 273 · 274 · 275 · 277 · 278 · 279 · 280 · 281 · 283 · 285 · 286 · 287 · 288 · 289 · 290 · 291 · 292 · 293 · 295 · 296 · 297 · 298 · 299 · >>>
Brugnummers 219, 268, 269, 276, 282, 284, 294 zijn niet (meer) in omloop.